# VAZ-2101
VAZ-2101 „Jiguli”, poreclit „Kopeika” (după moneda „copeică”) este un automobil compact, de tip sedan, produs de compania rusească AvtoVAZ. Modelul a fost introdus în 1970, fiind primul produs al companiei. Modelul VAZ-2101 a avut și câteva modificații, cele mai importante și cunoscute fiind VAZ-21011 și VAZ-21013. În plus, el a stat la baza altor modele VAZ, care împreună au format familia de mașini „Jiguli” (VAZ-2101 — VAZ-2107). Însuși VAZ-2101 este bazat pe automobilul italian Fiat 124, rezultat al unui acord de colaborare sovietico-italiană în domeniul construcției de automobile.
În Europa Occidentală, VAZ-2101 a fost exportat și comercializat cu denumirea Lada 1200, Lada 1300 și Lada 1200S până în 1989.
În primul an de la lansare au fost produse 22.000 de mașini, iar în 1973 a fost atinsă cifra de un milion de unități produse, ca în anul următor să se ajungă la un milion și jumătate de unități produse. În mai 1974 mașina a ajuns în vânzare și în Regatul Unit, cu un preț de 979₤.
În anul 2000, VAZ-2101 a fost numit de către revista Za ruliom (За рулём) cel mai bun automobil rusesc al secolului al XX-lea, în urma unui sondaj efectuat la nivel național. Pe parcusrul întregii perioade de producție (din 1970 până în 1988) AutoVaz a produs 4,85 milioane de mașini VAZ-2101, inclusiv cu modificații.

## Galerie

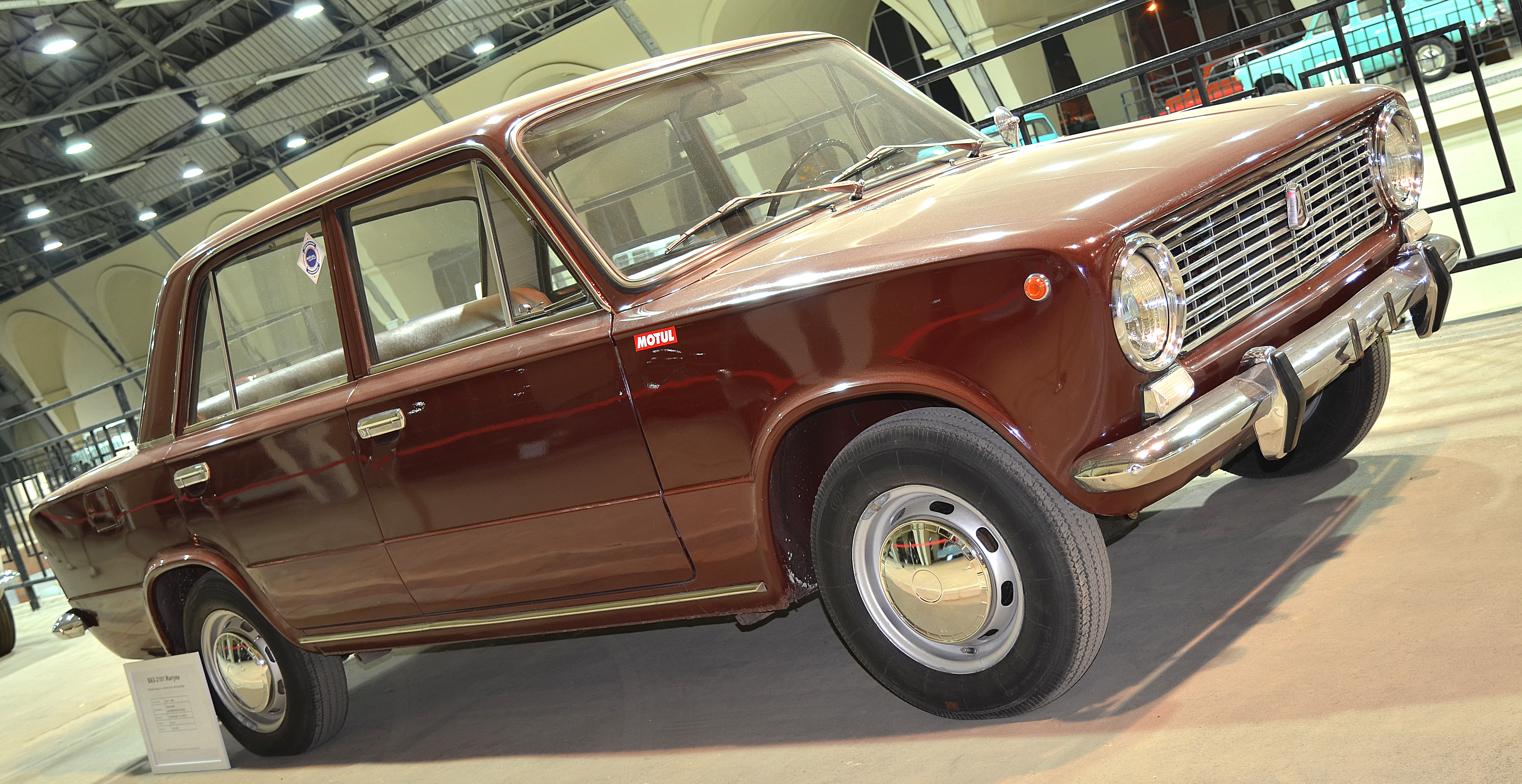
VAZ-2101 (Lada Jiguli 1200)
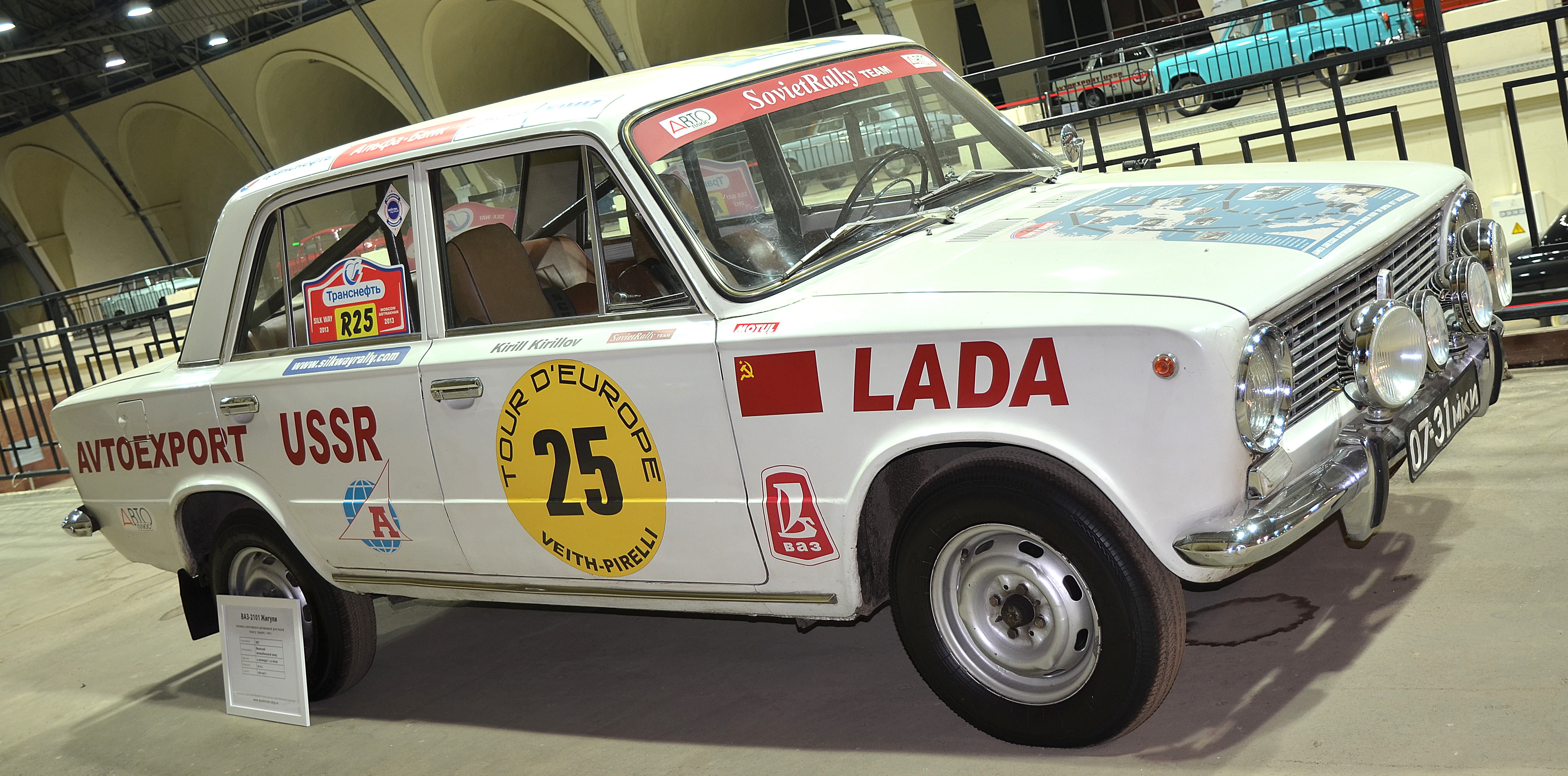
Variantă pentru rally-uri
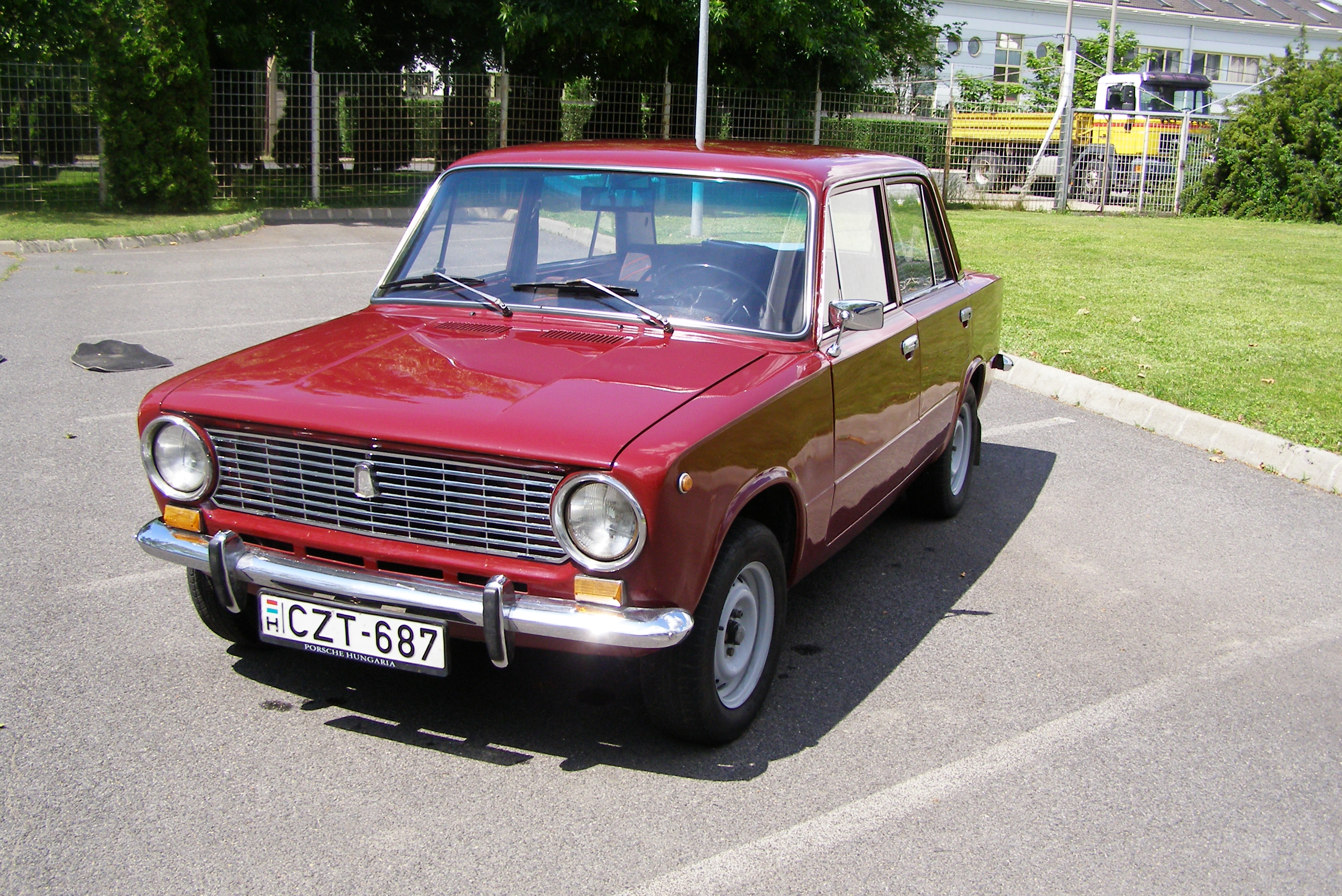
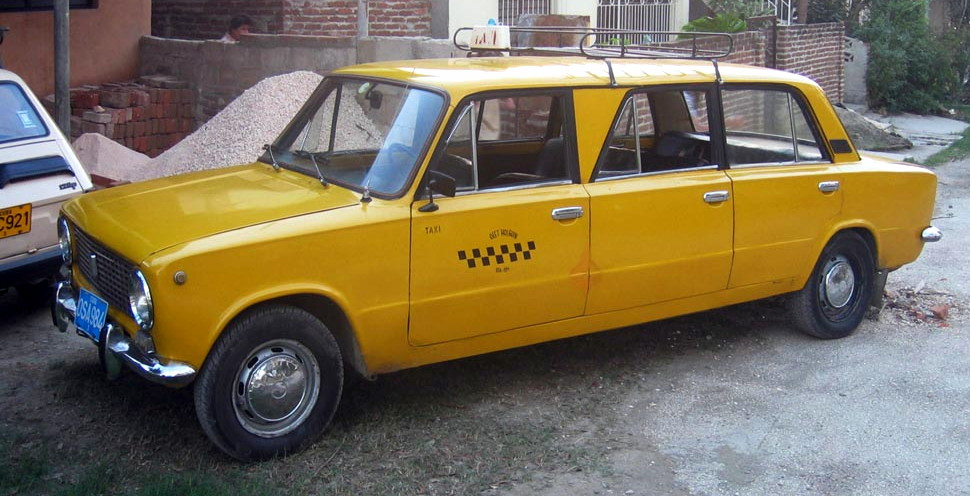
VAZ-2101 modificat în taxi limuzină, în Trinidad, Cuba